# أبناء القهر (مسلسل)
مسلسل أبناء القهر من تأليف الكاتب هاني السعدي تم انتاجه عام 2002.
مسلسل اجتماعي سوري يناقش قضايا مهمة كالطلاق وتأثيره على تماسك الأسرة وعلى حياة الأبناء.. حيث يتحول أحد الأبناء إلى سارق محترف نتيجة عدم الانتباه له من قبل والديه.. كذلك يناقش قضية مرض الإيدز وانتقاله للشباب وتدمير حياتهم عن طريق التصرفات الخاطئة.
المسلسل من بطولة عدد كبير من نجوم الدراما السورية أمثال بسام كوسا، سلمى المصري، قصي خولي، تاج حيدر، علي كريم، سليم صبري، باسل خياط، عبير شمس الدين، سعد مينه، فاديا خطاب وآخرون..

## القصة
المسلسل عبارة عن دراما اجتماعية تصور معاناة ومشكلات الأفراد والازواج والأبناء في العائلة الواحدة، المسلسل عبارة عن خطين دراميين، الخط الأول هي عائلة (عصام) ـ بسام كوسا ـ الذي يكون الخلاف بينه وبين زوجته قائما منذ البداية، وهو خلاف متطور ودون ان يراعي الزوجان ان ولديهما سامر ولينا يحصدان ثمرة خلافهما، فشجارهما الدائم يؤدي إلى تشويش في ذهني الصغيرين، فلينا تتسع المسافة بينها وبين استيعاب الدروس وحفظها، وسامر يجد نفسه هاربا من المنزل لمرافقة أولاد السوء. وسبب الخلاف بين الزوجين ان عصام مغرم بزميلته في الوظيفة أميرة التي تريده زوجا لها بعد طلاقه من زوجته رجاء (سلمى المصري) التي باتت في الآونة الأخيرة عصبية عدوانية لكثرة ما يستهتر بها عصام، وهكذا تتوالى الاحداث في هذه العائلة ليحصل الطلاق وليتزوج من عشيقته وليضيع ولداهما، خاصة الولد سامر الذي يتحول لمجرم وقاتل، الخط الثاني من الدراما يسلط الضوء على عائلات ثلاثة أخوة عائلة (أيمن) ـ على كريم ـ وهو شرطي مرور ورجل نزيه صادق وأمين وقنوع ويعيش في ملحق مستأجر في نفس بناية عصام ويعاني من عدم تمكنه من تحقيق طموح ابنته نوال في تزويجها بشكل جيد، خاصة انها حاولت ان تتزوج من صاحب نوفوتيه يكبرها بالسن كثيرا وتصاب ابنته بالاكتئاب ويمرض الاب أيضا ولكن لا يتراجع عن كبريائه. وهناك أيضا عائلة سالم (أبو بسام) ـ زهير رمضان ـ الاخ الاصغر لأيمن، لديه ولدان وبنت وعائلته تميل إلى الانتهازية. وكذلك هناك الاخ الأكبر لأيمن ـ رأفت العانس ـ وعمره 60 عاما وهو من أم أخرى ورث عنها أموالا طائلة ويسكن بيتا يشبه القصر لكنه بخيل على اخويه الفقيرين، ويؤدي دور رأفت الممثل سليم صبري. وهناك أيضا عائلة شامل الذي يعيش مع ابيه في بيت عربي قديم من ارث الجد، شامل شاب طيب وذو خلق فاضل لم يكمل دراسته الجامعية ليساعد والده الكبير بالعمر. وهكذا تتوالى حلقات المسلسل لتسلط الضوء على حياة هذه العوائل والاشخاص ولتقدم بانوراما للحياة والمشكلات والازمات التي يمرون بها.

## الأدوار والممثلون
| الممثل            | الدور                           |
| ----------------- | ------------------------------- |
| بسام كوسا         | عصام (أبو سامر)                 |
| سلمى المصري       | رجاء (أم سامر)                  |
| قصي خولي          | سامر                            |
| تاج حيدر          | لينا                            |
| سليم صبري         | رأفت (أبو نزار)                 |
| فاديا خطاب        | زهرة (أم يوسف)                  |
| زهير رمضان        | سالم (أبو بسام)                 |
| عزة البحرة        | وفاء                            |
| عبير شمس الدين    | باسمة                           |
| باسل خياط         | بسام                            |
| علي كريم          | أيمن (أبو يزن)                  |
| إيمان عبد العزيز  | سميرة                           |
| مانيا نبواني      | نوال                            |
| نور خراط          | ناديا                           |
| ربى السعدي        | نهى                             |
| حسام تحسين بك     | أبو شامل                        |
| سعد مينه          | شامل                            |
| رياض نحاس         | أبو نوار                        |
| ميلاد يوسف        | نوار                            |
| فدوى محسن         | أم نوار                         |
| مهند قطيش         | عماد الوافي                     |
| طارق مرعشلي       | أدهم                            |
| نضال سيجري        | زهدي                            |
| عبد الحكيم قطيفان | الطبيب                          |
| لينا كرم          | أميرة محجوب (زوجة عصام الثانية) |
| جلال شموط         | رامز الفرا                      |
| نزار أبو حجر      | أبو راشد                        |
| نضير لكود         | الضابط                          |
| علي صطوف          | يوسف                            |
| أمية ملص          | زوجة يوسف                       |
| نور الخراط        | ناديا                           |